# 奇切 (危地馬拉)
奇切（西班牙語：Chiché），是危地馬拉的城鎮，位於該國中西部，由基切省負責管轄，始建於1872年8月12日，面積144平方公里，海拔高度2,156米，2002年人口19,762，人口密度每平方公里137.24人。
15°0′38″N 91°3′54″W / 15.01056°N 91.06500°W